# 桃組+戰記
《桃組+戰記》是日本漫畫家左近堂繪里於2005年由角川書店出版的『月刊Asuka』五月號開始連載、以日本童話故事為背景，有趣的學校生活與友情為主題，使得本作極受好評。單行本自2006年2月至今，已出版二十二集。
『月刊Asuka』於2009年八、九月號及十一月號發行應募廣播劇CD，通販販售。

## 故事內容
擁有災難吸引體質的桃園祐喜，因故而轉學至謎樣的私立學校愛譚學園（しりつあいたんがくえん）。
而進入學園之時，因緣際會認識了稚乃木雪代、高猿寺咲羽及犬飼雅彥三人，這才知道────原來自己是桃太郎的轉世者，而他背負著必須在18歲以前破除曾被自己打到的鬼的詛咒。
為了奪回自己的幸福，祐喜決心打敗所有的鬼，但是...

## 登場人物

### 桃太郎成員
桃園 祐喜（播劇聲優：皆川純子）
愛譚學園高等部普通科一年級16歲，本故事的主角，以日本民間故事「桃太郎」為藍本的退鬼師轉世。
因為曾被七位鬼所詛咒，而擁有災難吸引體質，旁人也因此經常遭受到波及受傷，導致童年時期很難交到朋友。但他並沒有因此而放棄(交朋友)的希望，在遇見了雪代與獸基等人後，以改善體質、結交朋友以及解開鬼的詛咒為目標而努力。是目前「桃太郎」轉世者中最早覺醒的一位，初代之後，到目前為止歷代的「桃太郎」轉世者都以失敗為告終。覺醒具是「鬼美弾護」。
雉乃木 雪代（播劇聲優：後藤沙緒里）
愛譚學園高等部國文科1年級16歳，獸基中唯一的女性，是跟隨桃太郎三動物其中之一・雉雞為藍本人物的子孫。
溫柔又堅強的氣質閨秀美少女，在三位獸基中血統是最濃厚的，因此也最早覺醒，也是最早發現祐喜的人。原本對『桃太郎』的稱呼為「殿下」，在和祐喜成為朋友之後改稱他為「祐喜大人」。三位獸基們是從幼稚園時期就一起長大的玩伴，而雪代的力量在幼稚園時就已覺醒，是所有獸基中最早覺醒的。根據獸基們兒時的回憶，雪代在覺醒之後一直為了心目中的『桃太郎 (殿下)』而努力變強，例如：在接力賽中獲得第一名；看見『桃太郎』的戲劇就會非常的感動、一心一意為了她心目中堅強勇敢的『桃太郎』而努力鍛練自己。因為是鳥類型獸基所以有夜盲，而且只要遇見和『桃太郎』(殿下)有關的事就經常容易噴鼻血，崩壞原本的氣質美少女形象。自從祐喜轉來之後，為了追隨祐喜(敬愛的桃太郎殿下)，就從原本的自家通學改住進學生宿舍。持有酉之覺醒具・螺鈿，平時都將它繫在頭後面。
高猿寺 咲羽（播劇聲優：寺島拓篤）
愛譚學園高等部體育科1年級16歳，是跟隨桃太郎三動物其中之一・猴子為藍本人物的子孫。桃園祐喜的表兄弟。
是獸基三人之中第二位覺醒的，攻擊力是三獸基中最高的。正如「犬猿の仲」故事裡犬和猿的關係，和雅彥的關係並不怎麼友好，互看彼此不順眼 （但大部分比較像是他會單方面做些欺負雅彥的事）。
因為不拘小節、血氣方剛又好鬥的個性，在三獸基中只有他對祐喜捨棄敬稱的稱呼方式，對於幫助解除祐喜詛咒這件事情比較像是對朋友一樣的看待，對自己家裡的事情很少提起，已經很長一段時間都幾乎沒有回老家(三獸基之中最早住進學生宿舍的)。和祐喜實際上是表兄弟關係，叔父則是擔任祐喜班主任(監護人?)的高猿寺老師。國中三年級時，頭髮是留長至腰際，高中時已經是剪短的樣子。和同樣身為體育科的野槌笑男關係很差。持有申之覺醒具・紅蓮，是這一代猿家的正獸基。
犬飼 雅彥（播劇聲優：岸尾大輔）
愛譚學園高等部數理科1年級16歳，是跟隨桃太郎三動物其中之一・狗兒為藍本人物的子孫。
三人中最晚覺醒的(比咲羽晚了兩天)，也是三人中唯一一個沒住宿舍，通勤上學的。持有戌之覺醒具・牙嚴。
鬼美（播劇聲優：遊佐浩二）
桃太郎持有的覺醒道具「鬼美彈護」的核心存在。
日文發音和桃太郎故事中收服三隻動物的「吉備糰子（丸子） 」相同。
這把劍會因應桃太郎而成長，隨著鬼的詛咒被解開，身為覺醒具的型態也會因應所需有所改變。由於鬼美彈護力量強大，而會使核心具現化。性別為男性，說話方式是京都腔，散發慵懶氣息又我行我素的傢伙，第一次在祐喜面前現身時說的第一句話是「肚子...好餓...」。最初的型態是在福利社賣的一支一百元的筆，解開綠鬼的詛咒之後，變成一支300元的蝙蝠傘，解開青鬼的詛咒後變成1000元的小魔女法杖，解開紫鬼的詛咒後，變成了邊長5cm的方盒子(魔術方塊？)，解開櫻鬼的詛咒後，變成了一把巨大的剪刀。核心具現化的樣貌也會因為原本外觀的變化而跟著改變，變成筆的時候核心的樣子是穿著立領學生服，變成蝙蝠傘的時候穿著就變吸血鬼風，變成小魔女法杖的時候就是以魔法少女的造型現身，變成方塊的時候...被盒子卡住了出不來。
川原 涼一（播劇聲優：綠川光）
愛譚學園高等部家政科2年級17歳，桃太郎裡的老奶奶轉世。因轉世後的性別逆轉，所以現世為男性。
柴浦 清子（播劇聲優：生天目仁美）
愛譚學園高等部農業科2年級17歳，桃太郎裡的老爺爺轉世。與老奶奶一樣轉世後性別逆轉，現世為女性。

### 一寸法師成員
椀野 針也（播劇聲優：冬馬由美）
愛譚學園高等部國文科1年級16歳，以日本民間故事「一寸法師」為藍本的退鬼師轉世。
身材十分嬌小可愛，對「公主」十分迷戀，因為想靠自己而不靠公主的如意垂解除鬼的詛咒(20歲之前不解開就會到死都長不高)，因此和主角成為了朋友
第一覺醒具和第二覺醒具為天印碗&天印筷(故事中一寸法師過河用的道具)，看樣子平常應該只是當普通碗筷在用(顯然還隨身攜帶)
京野 櫻子（播劇聲優：三宅健太）
愛譚學園高等部家政科1年級16歳，一寸法師裡面登場的公主轉世。
身材十分壯碩粗礦(有六...八塊肌，一寸是認為她長得很可愛)可見得她體能相當不錯，是料理天才。不過不擅長縫紉(照她的說法是:這個世界的針都太小了。而一寸的針印刃的大小就剛好。PS:題外話，據主角的觀點來看，不意外的比一寸更適合拿的樣子)

### 鬼成員
暮內 紅（播劇聲優：鳥海浩輔）
愛譚學園高等部藝能學科1年級16歳的男姓，以「哭泣的紅鬼」裡的「紅鬼(赤鬼)」轉世。藍鬼(青鬼)的青梅竹馬。
模特兒偶像般的存在，是以冷酷及無口形象為賣點，站在藝能科頂點的學生。但在冷酷的外表下其實是個愛哭(?又溫柔的鬼，會選擇進入藝能科就讀是因為想要和人類做朋友。因為青梅竹馬的藍鬼(青鬼)宵藍(—醋勁大發—)從中阻撓了好幾次，導致小學中學時期他唯一合得來的朋友只有裏葉(還是鬼)。因為外貌不錯，小時候曾在宵藍的推薦下去應徵模特兒；是第一個解開祐喜詛咒的鬼，在解開詛咒後就跟祐喜他們一起吃午餐，並決定要在接下來祐喜還沒解開其餘詛咒的日子，盡全力幫助他。 
龍膽 宵藍
愛譚學園高等部商業科1年級16歳，紅的青梅竹馬是個女孩子，以「哭泣的紅鬼」裡的「藍鬼(青鬼)」轉世。
在看似溫柔的外表下，其實是個相當任性，蠻橫不講理的美少女，同時她也是為了防止赤鬼再度背叛鬼而去投靠人類的「赤(紅)鬼的監視者」。過去，赤鬼為了和人類交朋友，藍(青)鬼為了他而自願犧牲扮黑臉，結果(赤鬼成功的結交到人類朋友但也因此讓藍(青)鬼被人類厭惡)，因此被其他的鬼們貼上了「出賣朋友」的標籤。但在那之後赤(紅)鬼也因為遭人類背叛而返回鬼的陣營，為了不讓同樣的事再次發生，「赤(紅)鬼的監視者」的職位因應而生。因此往後每一代轉生的藍(青)鬼，都擔任往後每一代轉生赤(紅)鬼的監視者，為了以防萬一，若赤(紅)鬼又再度背叛的話，就要將其存在抹煞掉。因為從父親那裏得知，之後自己有可能必須將(她喜歡的)紅殺了，所以百般阻撓紅跟人類交朋友，破壞紅跟人類之間的友好關係。
柳 裏葉（播劇聲優：澤城美雪）
愛譚學園高等部聲樂科1年級16歳的男性，紅的朋友。以歌謠「鬼的內褲」為藍本的綠鬼轉世。
樗 桔梗
愛譚學園的藝術學科・漫畫專業1年級，以「摘瘤爺爺」為藍本的紫色牛鬼轉世。
撫子 鴇羽
愛譚學園的專業知識學會科1年級16歲，以「木匠與鬼六」為藍本的櫻鬼轉世。
殺死歷代最多桃太郎的「桃花亂壞之鬼」，但因為能力是「言靈使用者」，所以攻擊力跟其他的鬼比起來相當的低，對付咲羽獸基等人相當不利，因此面對獸基會感到懼怕(總之在獸基面前就是個膽小鬼)。攻略條件是：(在七天之內)猜出他的「真名」(據故事解釋，每個人在世上都會有個「真名」，現世的名字只是那個軀體的命名，而「真名」指的是靈魂所擁有的名字)。
羊原 浩二
與祐喜同班級的男學生，是羊家族中，幾百年還不一定會出現的超級福祿獸（擁有招來幸福的能力），以干支「未（羊）」轉世，與祐喜訂下契約；黃鬼為干支「未（羊）」、干支「申（猴）」家族各派一人的裡鬼門之鬼，這世為羊原浩二、高猿寺咲羽。
白峰 涅人
愛譚學園高等部學生會長，現為日本最大鬼族首領，為雙胞胎哥哥白霓的替身，實為黑鬼轉世，攻略條件為「被桃太郎殺死」。
白霓
鬼首領般的人物，從小就十分照顧他們，雙胞胎弟弟為白峰涅人，即將消滅時遇到祐喜，靈魂進入他的心並一直保護祐喜的心靈，是祐喜的第一個朋友，為白鬼轉世。

### 其他學園裡的角色
高猿寺老師
祐喜的班級的級任老師，同時也是祐喜和咲羽的叔叔。
機 美鶴
擔任家政科的老師，涼一的縫紉老師，以「白鶴報恩」裡的白鶴轉世。
曆老師
社會科主任。
圓周 率
數理科主任。
猛丘 勇
體育科主任。
華小金井 文子
國文科主任。
蟹江同學（播劇聲優：下和田裕貴）
愛譚學園普通科1年級，祐喜的班級擔任班長的學生，以「猴蟹合戰」的螃蟹轉世。
巴 悠歌（播劇聲優：茅原實里）
愛譚學園普通科1年級，前世是平安時代末期的美女武將「巴御前」。
此堀 頰地
與雅彥同學科的男學生，以「開花爺爺」的狗兒轉世。
葛籠 翔
擔任轉世限定的期末考試的司儀與實況轉播的男學生，以「剪舌麻雀」的麻雀轉世。
凪（播劇聲優：關俊彥）
愛譚學園的購買部的店長先生。

### 體育科
野槌鐘女
體育科三年級。以「金太郎」為藍本人物的轉世。野槌笑男的姊姊。
現在已知的覺醒具有「錫杖形」、「金剛形」、「まさかり形」、「朱墨形」。
野槌笑男
體育科一年級，以干支「巳（蛇）」為藍本的轉世。野槌鐘女的弟弟。

### 國際科
芙蕾雅．愛茵
以「白雪公主」轉世。
派翠西亞．李維
以「拇指姑娘」轉世，愛稱「派蒂」。
巧克力．羅菲爾
台灣漫畫版譯蕭可菈．蕾菲爾，以「灰姑娘」轉世，在故事中由於遭遇不幸，所以不太相信人。姓氏羅菲爾在德語是「湯匙」的意思。
艾斯
白雪公主裡登場的王子轉世。
魔女
芙蕾雅的母親，在西方童話故事裡登場的全部魔女轉世。
人魚公主
以「人魚公主」轉世，為了成為男人改變了性別。喜歡美腿。

## 出版書籍
| 卷數 | 角川書店       | 角川書店               | 台灣角川       | 台灣角川               |
| 卷數 | 發售日期       | ISBN                   | 發售日期       | ISBN                   |
| ---- | -------------- | ---------------------- | -------------- | ---------------------- |
| 1    | 2006年2月17日  | ISBN 4-04-925022-5     | 2007年5月30日  | ISBN 978-986-174-319-6 |
| 2    | 2006年9月16日  | ISBN 978-4-04-925034-3 | 2007年7月24日  | ISBN 978-986-174-418-6 |
| 3    | 2007年5月17日  | ISBN 978-4-04-925045-9 | 2007年11月22日 | ISBN 978-986-174-541-1 |
| 4    | 2008年1月17日  | ISBN 978-4-04-925056-5 | 2008年9月23日  | ISBN 978-986-174-812-2 |
| 5    | 2008年7月17日  | ISBN 978-4-04-925061-9 | 2009年5月29日  | ISBN 978-986-237-081-0 |
| 6    | 2009年2月17日  | ISBN 978-4-04-925067-1 | 2009年10月12日 | ISBN 978-986-237-355-2 |
| 7    | 2009年11月24日 | ISBN 978-4-04-925070-1 | 2010年5月5日   | ISBN 978-986-237-689-8 |
| 8    | 2010年3月24日  | ISBN 978-4-04-925071-8 | 2010年8月13日  | ISBN 978-986-237-819-9 |
| 9    | 2010年12月24日 | ISBN 978-4-04-925075-6 | 2011年5月30日  | ISBN 978-986-287-179-9 |
| 10   | 2012年3月24日  | ISBN 978-4-04-925077-0 | 2012年9月19日  | ISBN 978-986-287-944-3 |
| 11   | 2013年8月24日  | ISBN 978-4-04-120759-8 | 2014年5月9日   | ISBN 978-986-325-952-7 |
| 12   | 2014年8月23日  | ISBN 978-4-04-102098-2 | 2015年6月17日  | ISBN 978-986-366-576-2 |
| 13   | 2015年1月24日  | ISBN 978-4-04-102855-1 | 2015年10月7日  | ISBN 978-986-366-766-7 |
| 14   | 2015年8月24日  | ISBN 978-4-04-103574-0 | 2016年4月20日  | ISBN 978-986-473-051-3 |
| 15   | 2016年3月24日  | ISBN 978-4-04-104093-5 | 2017年1月19日  | ISBN 978-986-473-473-3 |
| 16   | 2016年12月24日 | ISBN 978-4-04-104786-6 | 2017年11月22日 | ISBN 978-986-473-988-2 |
| 17   | 2017年10月24日 | ISBN 978-4-04-106009-4 | 2018年8月22日  | ISBN 978-957-564-386-7 |
| 18   | 2018年6月23日  | ISBN 978-4-04-107039-0 | 2019年5月13日  | ISBN 978-957-564-970-8 |
| 19   | 2019年2月25日  | ISBN 978-4-04-107893-8 | 2019年12月19日 | ISBN 978-957-743-431-9 |
| 20   | 2019年12月10日 | ISBN 978-4-04-108768-8 | 2020年7月17日  | ISBN 978-957-743-866-9 |
| 21   | 2021年5月24日  | ISBN 978-4-04-111444-5 | 2022年1月24日  | ISBN 978-626-321-145-2 |
| 22   | 2022年9月24日  | ISBN 978-4-04-113154-1 | 2023年4月20日  | ISBN 978-626-352-436-1 |
| 23   | 2024年3月23日  | ISBN 978-4-04-114597-5 | 2025年4月24日  | ISBN 978-626-415-399-7 |

### 畫集
- 角川書店出版。
  - ，ISBN 978-4-04-103613-6，2016年2月19日發售[3]。

## 外部連結
- 角川書店特設網站 （页面存档备份，存于）（日語）